# Sankt Martin bei Lofer
Sankt Martin bei Lofer ist eine Gemeinde mit 1217 Einwohnern (Stand 1. Jänner 2024) und ein Dorf im Salzburger Land im Bezirk Zell am See in Österreich.

## Geografie
Die Gemeinde liegt im Loferer Land im Pinzgauer Saalachtal im Salzburger Land. Bis Ende Mai 1923 gehörte die Gemeinde zum Gerichtsbezirk Lofer, dann zum Gerichtsbezirk Saalfelden. Als dieser aufgelöst wurde, ging Sankt Martin bei Lofer mit 1. Juli 2017 auf den Gerichtsbezirk Zell am See über.

### Gemeindegliederung
Das Gemeindegebiet umfasst fünf Ortschaften (Einwohnerzahl Stand 1. Jänner 2024):
- Gumping (57)
- Kirchental (5)
- Obsthurn (97)
- Sankt Martin bei Lofer (921)
- Wildental (137)

Die Gemeinde besteht aus drei Katastralgemeinden (Fläche Stand 31. Dezember 2023):
- Obsthurn (3.645,44 ha)
- St. Martin (981,96 ha)
- Wildental (1.729,14 ha)

### Nachbargemeinden
Eine der fünf Nachbargemeinden liegt in Bayern, zwei in Tirol.
|                                 | Lofer   | Ramsau bei Berchtesgaden (Bayern) |
| Hochfilzen (Tirol)              | Kompass |                                   |
| St. Ulrich am Pillersee (Tirol) | Leogang | Weißbach bei Lofer                |

## Geschichte
Das ursprünglich bayrische Loferer Land gehörte ab 1228 zum Fürsterzbistum Salzburg und kam im Jahre 1816 an Österreich. 1850 entstand die Gemeinde St. Martin. 1939 wurden Lofer und St. Martin zur Großgemeinde Lofer zusammengeschlossen. Im Jahr 1946 wurde sie wieder in drei selbstständige Gemeinden unterteilt: Lofer, St. Martin bei Lofer und Weißbach bei Lofer.

## Kultur und Sehenswürdigkeiten
- Burgruine Saalegg

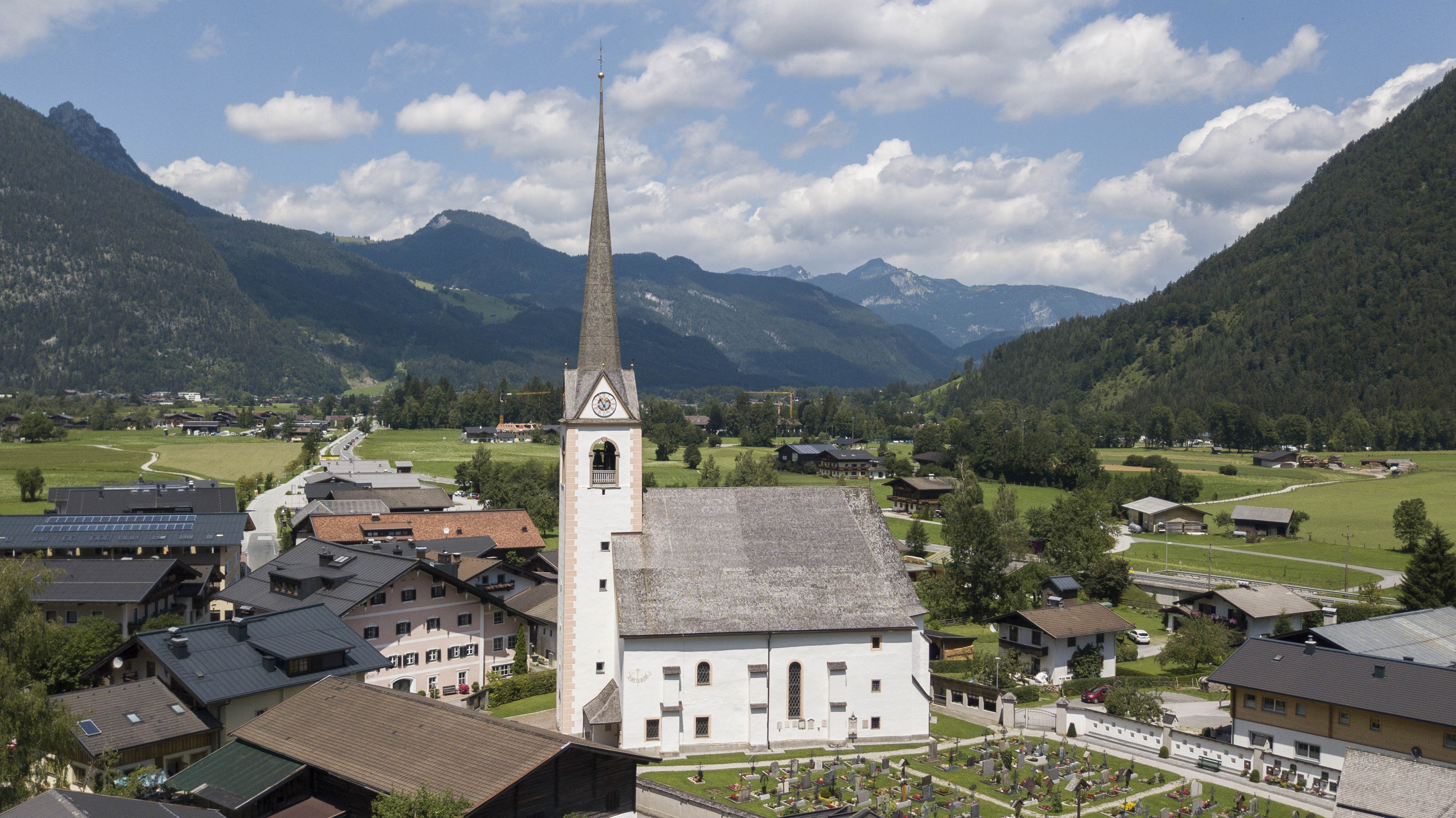
Pfarrkirche St. Martin bei Lofer

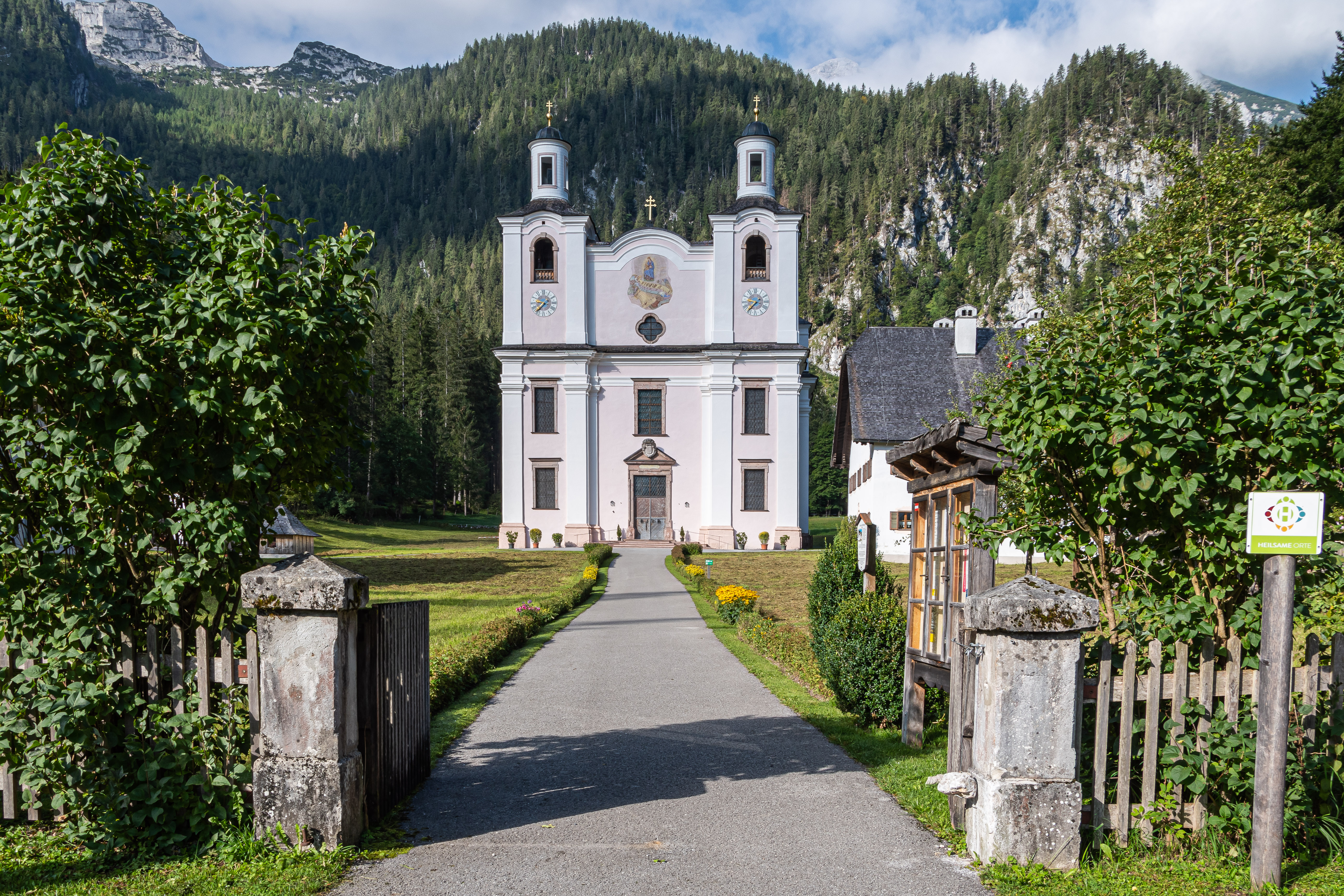
Wallfahrtskirche Maria Kirchental

- Katholische Pfarrkirche St. Martin bei Lofer
- Die Wallfahrtskirche Maria Kirchental in Kirchental

### Naturdenkmäler
- Pass Luftenstein
- Strohwollner Schlucht
- Vorderkaserklamm
- Prax-Eishöhle

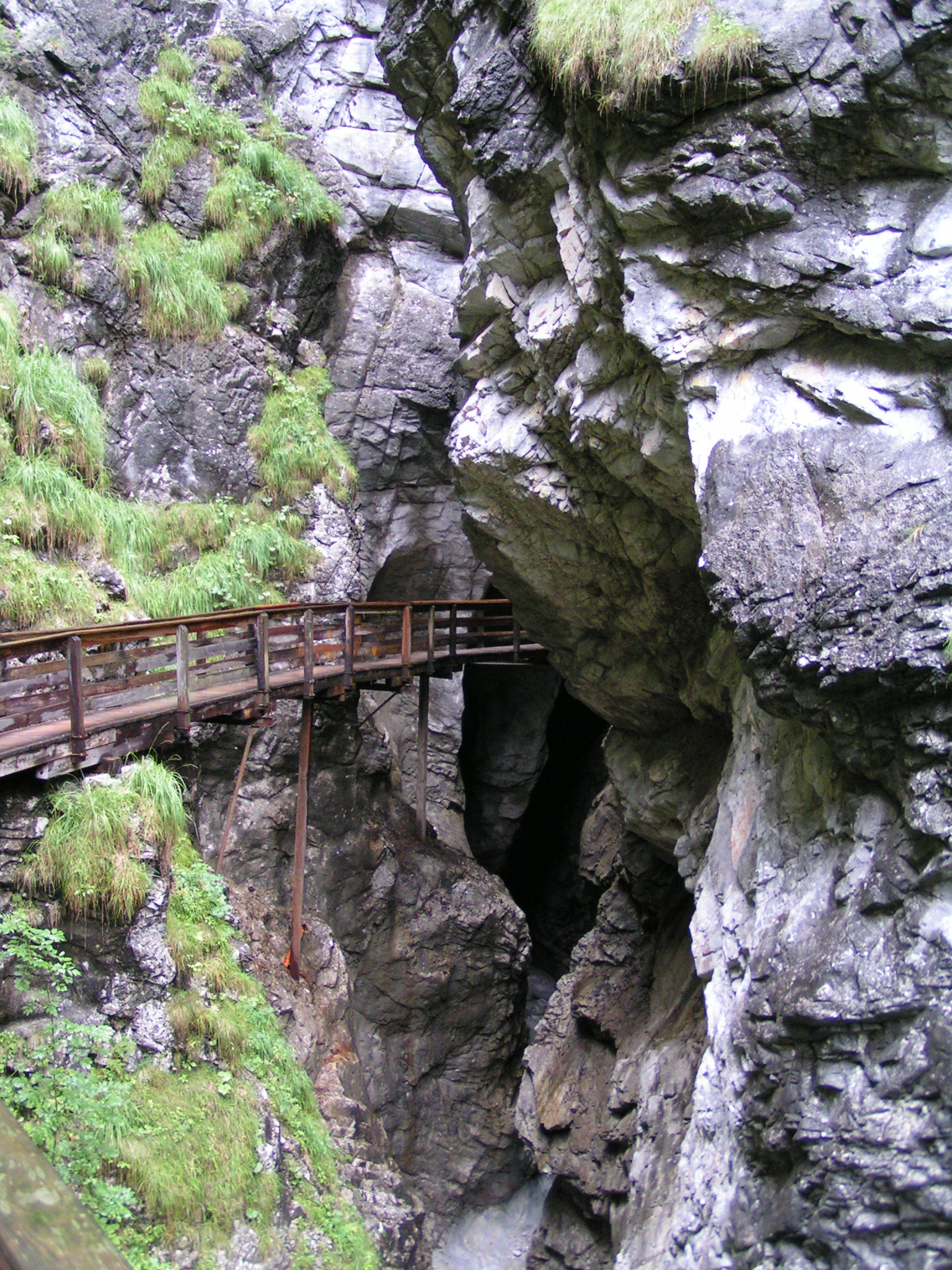
Vorderkaserklamm

- Lamprechtsofen mit einer Schauhöhle

### Filme
- St. Martin diente als Ort der Handlung für die Fernsehserie Die Alpenklinik.[3]

## Wirtschaft und Infrastruktur

### Wirtschaftssektoren
Die folgende Tabelle zeigt die Entwicklung der Anzahl der Betriebe und der Beschäftigten in den Wirtschaftssektoren:
| Wirtschaftssektor            | Anzahl Betriebe | Anzahl Betriebe | Anzahl Betriebe | Erwerbstätige | Erwerbstätige | Erwerbstätige |
| Wirtschaftssektor            | 2021            | 2011            | 2001            | 2021          | 2011          | 2001          |
| ---------------------------- | --------------- | --------------- | --------------- | ------------- | ------------- | ------------- |
| Land- und Forstwirtschaft 1) | 30              | 45              | 53              | 70            | 67            | 82            |
| Produktion                   | 26              | 25              | 16              | 176           | 159           | 135           |
| Dienstleistung               | 80              | 71              | 54              | 229           | 178           | 167           |

1) Betriebe mit Fläche in den Jahren 2010 und 1999, Arbeitsstätten im Jahr 2021

### Verkehr
Durch das Gemeindegebiet verläuft die Pinzgauer Straße B 311 von Zell am See über das Deutsche Eck nach Salzburg.

## Saalforste
In Sankt Martin Ort befindet sich das Forstamt der Bayerische Saalforste (Forstbetrieb der Bayerischen Staatsforsten) im denkmalgeschützten Gebäude mit der Hausnummer 20 (Listeneintrag).

## Politik

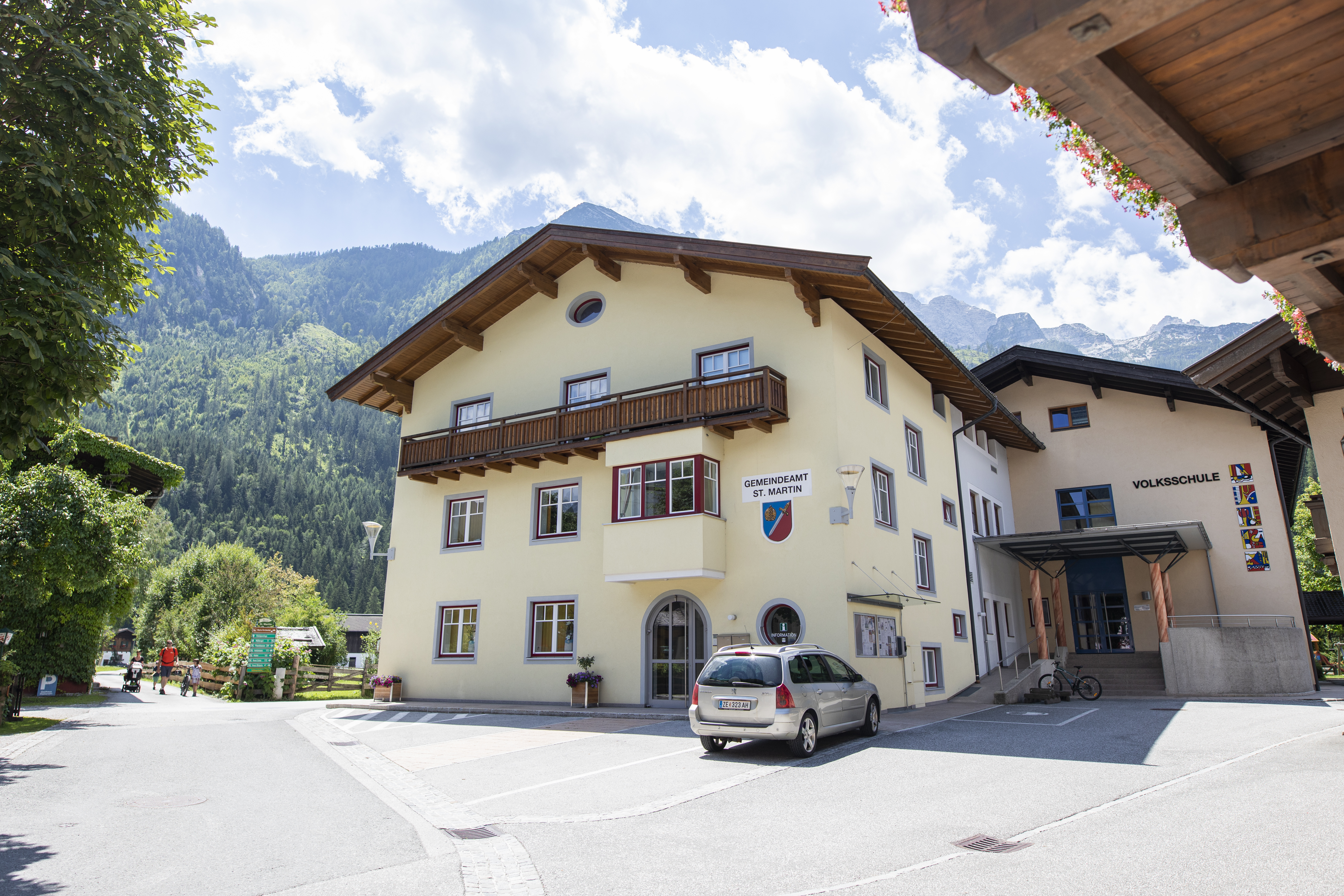
Gemeindeamt

### Gemeinderat
| Gemeinderatswahl 2024Wahlbeteiligung: 78,7 % 706050403020100 47,0 % (−13,2 %p)28,7 % (n. k. %p)19,7 % (n. k. %p)4,6 % (n. k. %p)n. k. % (−39,8 %p) ÖVPSPÖFPÖWPSBFS20192024 |

Die Gemeindevertretung hat 13 Mitglieder.
- Mit den Gemeindevertretungs- und Bürgermeisterwahlen in Salzburg 2004 hatte die Gemeindevertretung folgende Verteilung: 5 ÖVP, 4 SPÖ und 4 WPS.
- Mit den Gemeindevertretungs- und Bürgermeisterwahlen in Salzburg 2009 hatte die Gemeindevertretung folgende Verteilung: 6 ÖVP, 4 WPS und 3 SPÖ.
- Mit den Gemeindevertretungs- und Bürgermeisterwahlen in Salzburg 2014 hatte die Gemeindevertretung folgende Verteilung: 5 ÖVP, 3 SPÖ, 3 WPS, 1 TSM und 1 GRÜNE.
- Mit den Gemeindevertretungs- und Bürgermeisterwahlen in Salzburg 2019 hatte die Gemeindevertretung folgende Verteilung: 8 ÖVP, und 5 BFS – Bündnis für St. Martin aus WPS-SPÖ-Grüne-SBG.[8]
- Mit den Gemeindevertretungs- und Bürgermeisterwahlen in Salzburg 2024 hat die Gemeindevertretung folgende Verteilung: 7 ÖVP, 4 SPÖ und 2 FPÖ.[9]

### Bürgermeister
- 1963–1984 Richard Dürnberger (ÖVP)[10]
- 1984–2004 Ernst Demel (ÖVP)[11]
- 2004–2019 Josef Leitinger (ÖVP)[12]
- seit 2019 Michael Lackner (ÖVP)[13]

### Wappen
Blasonierung:
„In Blau über Rot schräglinks geteiltes Schild, die Teilungslinie belegt mit einem gesenkten goldbegrifften Schwert, begleitet rechts von einer goldenen Infel.“

## Persönlichkeiten

### Söhne und Töchter der Gemeinde
- Georg Schider (1840–1914), Landwirt und Politiker, Mitglied des Abgeordnetenhauses 1891–1897[14]
- Anton Faistauer (1887–1930), Maler
- Toni Dürnberger (1932–1992), Bergsteiger und Forschungsreisender
- Sepp Oberkirchner (1932–2018), Politiker (SPÖ), Gewerkschafter und SPÖ-Landesparteisekretär
- Franz Martin Wimmer (* 1942), Kulturphilosoph
- Helmut Schmuck (* 1963), Weltmeister und vielfacher Staatsmeister im Berglauf
- Bernhard Leitinger (* 1990), Biathlet

### Mit der Gemeinde verbundene Persönlichkeiten
- Roland Leitinger (* 1991), Skirennläufer